# Marco Polo (beatmaker)
Marco Polo, pseudonimo di Marco Bruno (Toronto, 26 dicembre 1979), è un beatmaker canadese.
Dopo essersi trasferito a New York, Marco Polo è diventato uno dei più influenti produttore dell'underground hip hop east coast. Ha rivelato di avere origini italiane; infatti i genitori di Marco emigrarono rispettivamente da Napoli e dalla Calabria.

## Carriera
Fatta eccezione per una traccia, Marco Polo ha prodotto l'intero album di Pumpkinhead, Orange Moon Over Brooklyn nel 2005 ed ha realizzato alcune tracce per A Long Hot Summer, album di Masta Ace.
Inoltre ha lavorato a Black October di Sadat X e a vari progetti del Boot Camp Clik. Il suo album di debutto, Port Authority, è stato pubblicato dalla Rawkus Records nel 2007 e contiene collaborazioni con Masta Ace, Kool G Rap, Buckshot, Wordsworth, O.C., Kardinal Offishall, Large Professor e Sadat X. Nel 2007 ha anche collaborato con il rapper italiano Ghemon Scienz all'album La rivincita dei buoni.
Nel 2009 realizza con il rapper Torae l'album Double Barrel, prodotto dalla Duck Down Records. L'album contiene, tra gli altri, collaborazioni di Dj Premier e Masta Ace. Nell'ottobre 2012 è stato pubblicato l'EP Per la mia gente - For My People, realizzato insieme ai rapper Bassi Maestro e Ghemon.

## Tecnica
Il suono di Marco Polo si può associare a quello di produttori come Pete Rock e DJ Premier. Lo stesso produttore ha ammesso l'influenza che il DJ dei Gang Starr ebbe sulla sua musica.

## Discografia
- 2005 – Canned Goods
- 2007 – Port Authority
- 2009 – Double Barrel ft. Torae
- 2010 – The Exxecution ft. Ruste Juxx
- 2012 – Per la mia gente - For My People con Ghemon e Bassi Maestro